# Kevin Lyttle
Lescott Kevin Lyttle Coombs (Saint Vincent, 14 settembre 1976) è un cantante sanvincentino.
Ha avuto un successo mondiale con la hit soca, Turn Me On che fu incisa da Lyttle e dall'artista dancehall Spragga Benz. La canzone fu prima registrata da Kevin e Maddzart, una star soca di Saint Vincent e prodotta da Adrian Bailey.

## Carriera
Lyttle incise Turn Me On in Saint Vincent e Grenadine nel 2001. Le sue forti performance live di soca influenzato da dancehall e R&B fece della canzone una hit anche fuori delle Antille.
La canzone iniziò a trovare la sua via nei club nel Regno Unito. Essa fu ufficialmente incisa come un singolo nel Regno Unito nel tardo 2003 e raggiunse #2 nella sua prima settimana, trascorrendo sette settimane nella Top Ten del Regno Unito. Dopo divenne una hit anche in altri 12 Paesi.
Kevin Lyttle firmò con la Atlantic Records nel 2003. L'omonimo album fu pubblicato il 27 luglio 2004 negli USA. Il secondo singolo Last Drop è stato realizzato nei mercati esterni agli Stati Uniti, e ha raggiunto la top ten in Finlandia, top 20 in Svizzera e top 40 nei Paesi Bassi, Svezia e Australia.
Con Byron Lee e Arrow, ha partecipato al Cricket World Cup 2007 aprendo la cerimonia nel Greenfield Stadium, in Giamaica.
L'ultimo album di Lyttle, Fyah, è stato pubblicato da Universal Records in Giappone a fine estate 2008. È caratterizzato dai contributi degli artisti, Problem Child, Lexxus e Skinny Fabulous, il duetto di "Turn Me On" con Alison Hinds, e Something About You prodotto da Kevin Rudolf, scritto da Rudolf, Lyttle e Larry Nacht.

## Vita privata
Lyttle vive a Miami, Florida ed è sposato con Dr. Jacqueline James.

## Discografia

### Album
- 2004 - Kevin Lyttle
- 2008 - Fyah

### Singoli
- 2004 - Turn Me On
- 2004 - Last Drop
- 2004 - Drive Me Crazy
- 2009 - Anywhere (feat. Flo-Rida).